# Caruaru City Sport Club
Caruaru City Sport Club é um clube de futebol brasileiro da cidade de Caruaru, localizada no agreste pernambucano.

## História
O Caruaru City iniciou sua trajetória no futebol em 2015. Através do desenvolvimento do futebol de base e FUT7Society, o clube Caruaruense busca revelar potenciais talentos para o futebol.
Já em 2016, o clube participa de sua primeira competição desenvolvida pela FPF, sendo esse pela categoria de base  (Sub-15 e Sub-17).
O clube, desde a sua fundação, esteve perto de alcançar meios para obter a profissionalização e, o pontapé inicial, começou em 2017, onde o clube lançou o próprio programa de sócio torcedores.
Porém, a filiação do clube junto à FPF só veio a acontecer em 2021 e, no mesmo ano, o clube teve sua participação confirmada no Campeonato Pernambucano Série A2 - 2021. 
Em seu primeiro ano no futebol profissional,  o Leopardo do Agreste se sagra como campeão da Série A2 de futebol Pernambucano de 2021, tendo como vice-campeão o íbis Sport Club.
No ano de 2022, seu ano de estreia na divisão principal do Campeonato Pernambucano, o clube lutou e garantiu a permanência por mais um ano no campeonato, terminando em 6° lugar.  
Em 2023 sofreu duros golpes e amargou um rebaixamento com 3 rodadas de antecedência em uma campanha sem vitórias. Foi um ano conturbado para o clube tendo tido seu técnico, Adelmo Soares, demitido pela pressão por conta dos maus resultados. Mesmo após a saída do técnico, o clube não conseguiu render e terminou o campeonato na última posição, com um saldo negativo de 23 gols. 
Em 2025, o Caruaru City disputa o Campeonato Pernambucano Série A2, competição que dá acesso à elite estadual.

## Títulos
| ESTADUAIS | ESTADUAIS                          | ESTADUAIS | ESTADUAIS  |
|           | Competição                         | Títulos   | Temporadas |
| --------- | ---------------------------------- | --------- | ---------- |
|           | Campeonato Pernambucano - Série A2 | 1         | 2021       |

|  | Participações em 2025 |

| Competição | Competição              | Temporadas | Melhor campanha | Estreia | Última | P | R |
| Pernambuco | Campeonato Pernambucano | 2          | 6º lugar (2022) | 2022    | 2023   |   | 1 |
| Pernambuco | Série A2                | 2          | Campeão (2021)  | 2021    | 2025   | 1 | – |
| Pernambuco | Série A3                | 1          | 3º lugar (2024) | 2024    | 2024   | 1 |   |

1. ↑  «Caruaru City começa pré-temporada com seis temporadas». ge. Consultado em 7 de julho de 2021
2. ↑  Soluções, Sagach. «História – Caruaru City Sport Club | O mais novo clube profissional de Caruaru». Consultado em 8 de julho de 2021
3. ↑  Zirpoli, Cassio (3 de fevereiro de 2021). «Caruaru City, o novo clube profissional de PE. Em tese, pagou uma taxa de R$ 826 mil». Cassio Zirpoli. Consultado em 8 de julho de 2021
4. ↑  Holanda, Lucas (3 de fevereiro de 2021). «Caruaru City é o mais novo clube profissional de Pernambuco». JC. Consultado em 8 de julho de 2021
5. ↑  «Caruaru City se reúne com FPF e clube se aproxima da Série A2 já em 2019». ge. Consultado em 8 de julho de 2021
6. ↑  «Caruaru City e Belo Jardim são os primeiros rebaixados no Campeonato Pernambucano». ge. Consultado em 15 de março de 2023
7. ↑  «Série A2 do Pernambucano terá novo formato e apenas um acesso». ge. 23 de abril de 2025. Consultado em 24 de maio de 2025